# باربارا گواریچی
باربارا گواریچی (انگلیسی: Barbara Guarischi؛ زادهٔ ۲ اکتبر ۱۹۹۰) دوچرخه‌سوار اهل ایتالیا است.
از باشگاه‌هایی که در آن بازی کرده‌است می‌توان به بولز–دولمنز اشاره کرد.